# Treći ključ
A treia cheie (în croată Treći ključ) este un film croat (iugoslav) din 1983 regizat de Zoran Tadić, cu Božidar Alić și Vedrana Međimorec în rolurile principale. Un film de groază kafkian, care atinge indirect subiectul corupției și arată înstrăinarea și lipsa de suflet a aglomerărilor moderne, seamănă oarecum cu filmul Someone's Watching Me! regizat de John Carpenter.

## Rezumat
Dunja și Zvonko formează un tânăr cuplu căsătorit. Cei doi s-au mutat într-un apartament nou construit în Novi Zagreb⁠(d). Relația lor este împovărată de o serie de probleme personale, cum ar fi că Dunja este mai în vârstă decât Zvonko și a avut alți iubiți înaintea lui, iar Zvonko este predispus la consum de alcool. Deoarece Dunja este șomeră și Zvonko are datorii vechi la jocuri de noroc, cei doi se luptă pentru bani și încrederea lor unul în celălalt pare distrusă. Cu toate că se dă de înțeles că apartamentul nu a fost cumpărat într-un mod în întregime legal, cei doi sunt plini de speranță într-un nou început.
După ce s-au mutat în noua casă, Dunja și Zvonko încep în curând să observe străini suspecți în apropiere, iar în cutia lor poștală încep să apară plicuri misterioase cu sume substanțiale de bani. Din moment ce plicurile le sunt adresate, ei decid să cheltuiască banii, cu toate că nu reușesc să identifice cine este expeditorul. La scurt timp după aceea, sunt descoperite semne ale unei aparente intrări nedorite în apartament, de parcă cineva ar avea o a treia cheie – cea pe care ar fi trebuit să o primească odată cu apartamentul, dar nu au primit-o niciodată – și cineva o folosește pentru a intra în apartamentul lor în timp ce ei nu sunt acasă.
Cuplul este nemulțumit de aceste evenimente și încearcă să le explice, ei cer în cele din urmă ajutor prietenilor și apoi poliției, dar fără niciun rezultat. Dunja este convinsă de la bun început că trebuie să existe o legătură între aceste intrări în casa lor și bani, în timp ce lui Zvonko nu-i pasă de această idee, fiind liniștit de câștigul financiar neașteptat.
În timp, relația de cuplu devine din ce în ce mai tensionată datorită incertitudinii și fricii, ceea ce duce la acuzații reciproce și dueluri verbale. Ei părăsesc apartamentul pentru a locui într-un motel, doar pentru a primi același plic la recepție. În cele din urmă, ei schimbă apartamentul lor cu cel al unui prieten, dar plicurile continuă să vină la noua lor adresă...

## Distribuție
- Božidar Alić⁠(d) – Zvonko Kršlak
- Vedrana Međimorec – Dunja Kršlak, soția sa
- Franjo Majetić⁠(d) – unchi
- Ivo Gregurević⁠(d) – Marko
- Đorđe Rapajić⁠(hr)[traduceți] – Jura
- Tomislav Gotovac⁠(hr)[traduceți] – artist de stradă

## Producție
Božidar Alić a primit rolul lui Zvonko după ce Tadić l-a observat în „72–96”, un episod al serialului dramatic Nepokoreni grad⁠(hr)[traduceți] care a fost regizat de Tadić în 1981.
Rolul Dunjei a fost inițial destinat actriței Božidarka Frajt⁠(d), dar a revenit în cele din urmă necunoscutei (în acel moment) Vedrana Međimorec, deoarece Frajt a amânat prea mult să accepte rolul sau – conform unei alte surse – castingul său a fost anulat în ultimul moment.
Producția filmului Treći ključ a costat de două ori mai mult decât debutul lui Tadić, Ritam zločina, cu toate acestea a fost încă o sumă foarte modestă. S-a folosit film color standard de 16 mm⁠(d), ulterior a fost transferat pe unul de 35 mm. Două treimi din filmări au fost turnate în aceeași locație interioară, cu decoruri foarte simple. Majoritatea scenelor îi prezintă doar pe cei doi protagoniști principali, iar cele câteva roluri episodice au fost interpretate de prieteni ai regizorului. În afară de genericul de la începutul și de la sfârșitul filmului, filmul nu are o coloană sonoră.
Comportamentul actorului Alić în timpul filmărilor l-a făcut pe Tadić să jure că nu va mai lucra niciodată cu el. Aparent, de îndată ce Alić a simțit că partenera sa a început să se descurce mai bine, și-a bâjbâit în mod deliberat replicile pentru a strica filmarea. Acest lucru l-a costat în cele din urmă rolul principal din Ljubavna pisma s predumišljajem⁠(d) (1985), deoarece regizorul Zvonimir Berković⁠(d) – după ce a auzit de la echipa de producție a filmului A treia cheie (Treći ključ) că a fost imposibil de lucrat cu Alić – l-a schimbat cu Zlatko Vitez⁠(d).

## Teme și analize
Criticul de film croat Tomislav Čegir a susținut că motivul dezordinii interne, evident în A treia cheie (Treći ključ), este prezent și în alte filme ale lui Tadić, precum San o ruži (1986) și Osuđeni (1987). Personajele principale „devin indivizi nesemnificativi din cauza determinanților societali, economici, precum și politici, ceea ce atrage înstrăinarea, marginalizarea sau chiar apostazia lor”. După Čegir, aceste teme au sugerat, de asemenea, realitatea reală a dezordinii care a corodat societatea iugoslavă din anii 1980, ceea ce a dus în cele din urmă la destrămarea țării.
Jurica Pavičić⁠(d) a considerat și ea filmele lui Tadić din anii 1980 ca o „cronică morală a unei epoci”, în care eroii sunt „oameni care și-au folosit conexiunile pentru a obține un apartament [de stat], care au dat sau au luat mită, au avansat pe cheltuiala altora, pe scurt – cetățenii socialiști care „au făcut ceea ce fac și alții”, până când o pedeapsă metafizică îi ajunge din urmă.
Neputința individului este adâncită de eșecul de a se conecta cu oamenii din preajma sa. În A treia cheie, absența încrederii destabilizează căsnicia și o face vulnerabilă la influențele externe. În alte filme ale regizorului Tadić, eroii tind, de asemenea, să fie divizați de neîncredere, oportunism sau incapacitatea de a stabili relații personale mai profunde.
A treia cheie (Treći ključ) și alte filme ale lui Tadić împărtășesc și teme ale inevitabilității destinului, precum și problema justiției. Cei doi protagoniști încearcă să descopere un nou mod de a trăi pentru a scăpa din mediul lor, dar inevitabilitatea metaforică a destinului îi împiedică să facă acest lucru și, în momentul în care își dau seama că nu pot schimba nimic, este deja prea târziu.

## Recepție și moștenire
În timp ce despre filmul A treia cheie (Treći ključ) nu se crede, în general, că a atins standardul înalt stabilit în Ritam zločina, este totuși considerat interesant pentru abordarea genului și subiectul său, care erau noi în cinematografia croată și iugoslavă a epocii. 
Criticul de film croat Jurica Pavičić⁠(d) a consideră A treia cheie (Treći ključ) favoritul său personal dintre cele cinci filme regizate de Tadić în anii 1980, după debutul său.
În 2007, criticul de film croat Nenad Polimac⁠(d) a enumerat A treia cheie (Treći ključ) în selecția sa de filme „clasice pierdute” ale cinematografiei croate.